# Tettigidea subaptera
Tettigidea subaptera är en insektsart som beskrevs av Bruner, L. 1910. Tettigidea subaptera ingår i släktet Tettigidea och familjen torngräshoppor. Inga underarter finns listade i Catalogue of Life.